# Jesús Valenzuela
Jesús Valenzuela (ur. 24 listopada 1983 w Portugesa) – wenezuelski sędzia piłkarski. Znajduje się na Międzynarodowej Liście Sędziowskiej FIFA od 2013 roku.
Zadebiutował jako sędzia w sezonie 2011–2012 Primera División Venezolana. 
W 2022 został sędzią meczu na Mistrzostwach Świata mężczyzn.